# 전교톱10
《전교톱10》은 KBS 2TV에서 2020년 10월 2일부터 2020년 12월 14일까지 방송된 예능 텔레비전 프로그램이다. 해당 프로그램의 신설에 따라 《퀴즈 위의 아이돌》은 2020년 10월 10일부터 토요일 오전 11시 30분으로 이동했다.

## 기획 의도
- 오래된 감성이라고 여겨졌던 1980~90년대 노래를 10대만의 요즘 감성으로 재해석해 무대를 선보이는 경연 프로그램이나 부모 세대 심사위원의 정서에 맞았던 데다 10대들의 재해석 무대가 그들만의 무대로[2] 끝났다.

## 방송 일정
| 방송 채널 | 방송 기간                          | 방송 시간 |
| --------- | ---------------------------------- | --------- |
| KBS 2TV   | 2020년 10월 2일 ~ 2020년 12월 14일 | 종료      |

## 진행자/출연자

### 진행자
| MC           | 방송 기간                          | 방송 회차 |
| ------------ | ---------------------------------- | --------- |
| 이적, 김희철 | 2020년 10월 2일 ~ 2020년 12월 14일 | 1 ~ 10회  |

### 게스트
| 게스트         | 방송 기간        | 방송 회차 |
| -------------- | ---------------- | --------- |
| 김현철         | 2020년 10월 2일  | 1회       |
| 김정민         | 2020년 10월 5일  | 2회       |
| 이지훈         | 2020년 10월 12일 | 3회       |
| 김민종         | 2020년 10월 19일 | 4회       |
| 장혜진         | 2020년 10월 26일 | 5회       |
| 결방           | 2020년 11월 2일  |           |
| 변진섭         | 2020년 11월 9일  | 6회       |
| 결방           | 2020년 11월 16일 | 완전정복  |
| 패자부활전 1부 | 2020년 11월 23일 | 7회       |
| 패자부활전 2부 | 2020년 11월 30일 | 8회       |
| 왕중왕전 1부   | 2020년 12월 7일  | 9회       |
| 왕중왕전 2부   | 2020년 12월 14일 | 10회      |

## 순위
굵은 글씨는 Top10을 선정하는 패자부활전까지 갔다가 탈락한 참가자다.
- 1위: 이나빈
- 2위: 박희정
- 3위: 박은혜[3]
- 4위: 박시연
- 5위: 문건희
- 6위: 위재연
- 7위: 장무진
- 8위: 동화바다 (갈동화, 신바다)
- 9위: 김미진
- 10위: 화개장터 (윤대한, 백현우)
- Top32: 남해미루, 문지현, 지&선 (전지승, 이선우), Cool한42 (염우진, 강민정), 김민주, 가넷 (윤수진, 노보은, 윤희경, 송하영), 그린틴 (이장훈, 김태래), 이승현, 박규빈, 변현지, 김나영, 루키즈구피 (최경필, 최기태), 정진우&허도연, 민다은&김나현, 김미금, 조동건, 공태원, 고딩디바 (김나영, 김지민), 권영빈, 김유진, Moon Love (문희성, 김사랑), 쓰리고 (김가원, 김나연, 김희윤)

## 결방 사유
- 2020년 11월 16일: 전교톱10 완전정복 편성 및 결방

## 시청률
| 회차 | 방송 일자        | 닐슨 전국 시청률 |
| ---- | ---------------- | ---------------- |
| 1회  | 2020년 10월 2일  | 3.2%             |
| 2회  | 2020년 10월 5일  | 2.0%             |
| 3회  | 2020년 10월 12일 | 2.6%             |
| 4회  | 2020년 10월 19일 | 3.4%             |
| 5회  | 2020년 10월 26일 | 2.4%             |
| 6회  | 2020년 11월 9일  | 3.1%             |
| 7회  | 2020년 11월 23일 | 2.7%             |
| 8회  | 2020년 11월 30일 | 2.9%             |
| 9회  | 2020년 12월 7일  | 4.0%             |
| 10회 | 2020년 12월 14일 | 3.9%             |

## 같이 보기
- 복고풍
- 가요톱10